# Wylezin (województwo lubelskie)
Wylezin – wieś w Polsce położona w województwie lubelskim, w powiecie ryckim, w gminie Kłoczew.
W latach 1975–1998 miejscowość należała administracyjnie do województwa siedleckiego.
Wieś jest sołectwem w gminie Kłoczew. Według Narodowego Spisu Powszechnego z roku 2011 wieś liczyła 249 mieszkańców.
Wierni Kościoła rzymskokatolickiego należą do parafii św. Jana Chrzciciela w Kłoczewie.

## Historia
Wieś notowana w XVI wieku w starostwie stężyckim, w roku 1765 w starostwie ryckim.
Według registru poborowego powiatu stężyckiego z roku 1569 wieś Wylezyn, w parafii Ryki, należąca do dóbr starostwa stężyckiego miała 4 łany kmiece, 5 zagrodników, 3 komorników (Pawiński, Małopolska, 339).
Wylezin w wieku XIX – wieś w ówczesnym powiecie garwolińskim, gminie Trojanów, parafii Kłoczew. Około roku 1895 wieś posiadała 33 domy i 236 mieszkańców z gruntem 631 mórg. W spisie z 1827 roku występuje w parafii Ryki – było tu wówczas 25 domów i 151 mieszkańców.